# أو (السين البحرية)
أو (بالفرنسية: Eu))‏، هي بلدية فرنسية تابعة لإقليم السين البحرية بمنطقة نورماندي بشمال فرنسا.

## أعلام
- إيزابيلا أميرة أورليان
- ماريا فرانسيسكا من أورليان-براغانزا
- الأميرة إيزابيل إمبراطورة البرازيل
- رينيه برنارد